# Challenger de Numea 2018

El torneo BNP Paribas de Nouvelle-Calédonie 2018 fue un torneo profesional de tenis. Perteneció al ATP Challenger Series 2018. Se disputó en su 14.ª edición sobre superficie dura, en Numea, Nueva Caledonia entre el 01 al el 6 de enero de 2018.

## Jugadores participantes del cuadro de individuales
| Favorito | País                      | Jugador           | Rank1 | Posición en el torneo |
| -------- | ------------------------- | ----------------- | ----- | --------------------- |
| 1        | Bandera de Francia        | Julien Benneteau  | 56    | Primera ronda         |
| 2        | Bandera de Estados Unidos | Taylor Fritz      | 104   | FINAL                 |
| 3        | Bandera del Reino Unido   | Cameron Norrie    | 114   | Cuartos de final      |
| 4        | Bandera de Noruega        | Casper Ruud       | 139   | Cuartos de final      |
| 5        | Bandera de Francia        | Corentin Moutet   | 155   | Cuartos de final      |
| 6        | Bandera de Francia        | Gleb Sakharov     | 156   | Semifinales           |
| 7        | Bandera de Francia        | Kenny de Schepper | 159   | Semifinales           |
| 8        | Bandera de Francia        | Mathias Bourgue   | 161   | Primera ronda         |

- 1 Se ha tomado en cuenta el ranking del 25 de diciembre de 2017.

### Otros participantes
Los siguientes jugadores recibieron una invitación (wild card), por lo tanto ingresan directamente al cuadro principal (WC):
- Geoffrey Blancaneaux
- Julien Delaplane
- Maxime Janvier
- Loïc Perret

Los siguientes jugadores ingresan al cuadro principal tras disputar el cuadro clasificatorio (Q):
- Liam Caruana
- Alejandro González
- Zsombor Piros
- Tim Pütz

## Campeones

### Individual Masculino
- Noah Rubin derrotó en la final a  Taylor Fritz, 7–5, 6–4

### Dobles Masculino
- Hugo Nys /  Tim Pütz derrotaron en la final a  Alejandro González /  Jaume Munar, 6–2, 6–2